# Chiwa
Chiwa (uzb. Xiva) – miasto nad rzeką Amu-darią w wilajecie chorezmijskim Uzbekistanu w Azji Środkowej, ok. 51 tys. mieszkańców (2004) i ok. 90 tys. w 2017 roku. Położone jest 35 km od stolicy regionu Urgenchu i ledwo 5 km od granicy z Turkmenistanem.
Chiwa była jednym z głównych ośrodków handlowych w VI-VII w. w regionie Azji Środkowej. W XVI w. miasto zostało stolicą Chanatu Chiwańskiego, a od 1873 znajdowało się pod władzą Rosji.
Astronom, historyk i erudyta, Biruni (973–1048 n.e.) urodził się w Chiwie lub w pobliskim mieście Beruniy. Miasto jest dawną stolicą Chorezmu, Chanatu Chiwy i Chorezmijskiej Ludowej Republiki Radzieckiej. Pierwsze pisane wzmianki o mieście pojawiają się w dziesięciowiecznych relacjach muzułmańskich podróżników. W tamtych czasach mieszkała tu ludność powiązana z Persami, zdominowana w X wieku przez ludy tureckojęzyczne. Uważa się, że z tego okresu pochodzą fundamenty murów obronnych otaczających Chiwę. Ze względu dużą koncentrację historycznych budowli na niewielkim obszarze Chiwę często określa się mianem miasta-muzeum. Chiwa, obok Samarkandy czy Buchary, była traktowana jako miasto będące jednym z głównych muzułmańskich ośrodków religijnych regionu Azji Środkowej.
W mieście rozwinął się przemysł włókienniczy, odzieżowy oraz spożywczy.

## Legenda
Według legendy, miasto zostało założone przez jednego z synów Noego – Sema, który po potopie miał obudzić się na pustyni, po otrzymaniu wizji we śnie, w której to pochodnie wyznaczały granice przyszłego miasta. Syn Noego miał także odkryć studnię, którą do dziś można oglądać w północno-zachodniej części starego miasta – Iczan Kala.

## Historia
Według danych archeologicznych miasto zostało założone około 1500 lat temu. Było podbijane kolejno przez Arabów (712), Seldżuków (1043), Czyngis-chana (1221) i Timura (1388); od XVI w. do 1920 stolica chanatu chiwańskiego.
W 1511 roku uzbeccy koczownicy założyli Chanat Chiwy. Władcami państwa byli chanowie, jednak tylko formalnie, faktyczna władza była w rękach miejscowej arystokracji. Kraj był też zdecentralizowany, składał się z rozdrobnionych państw. W XVI wieku chanat chiwański prowadził liczne wojny z Chanatem Buchary. Samo miasto miało drugorzędne znaczenie, aż do momentu przeniesienia do Chiwy stolicy państwa.
W 1740 roku miasto zostało podbite przez perskiego władcę Nader Szaha i przez to podupadło. Chiwa została odbudowana po zjednoczeniu chanatu (XVIII / XIX w.). W XIX wieku miasto było jednym z ważniejszych ośrodków handlowo-rzemieślniczych Azji Środkowej. W roku 1873 zdobyta przez Rosję (chan uznał jej zwierzchnictwo).

## Zabytki

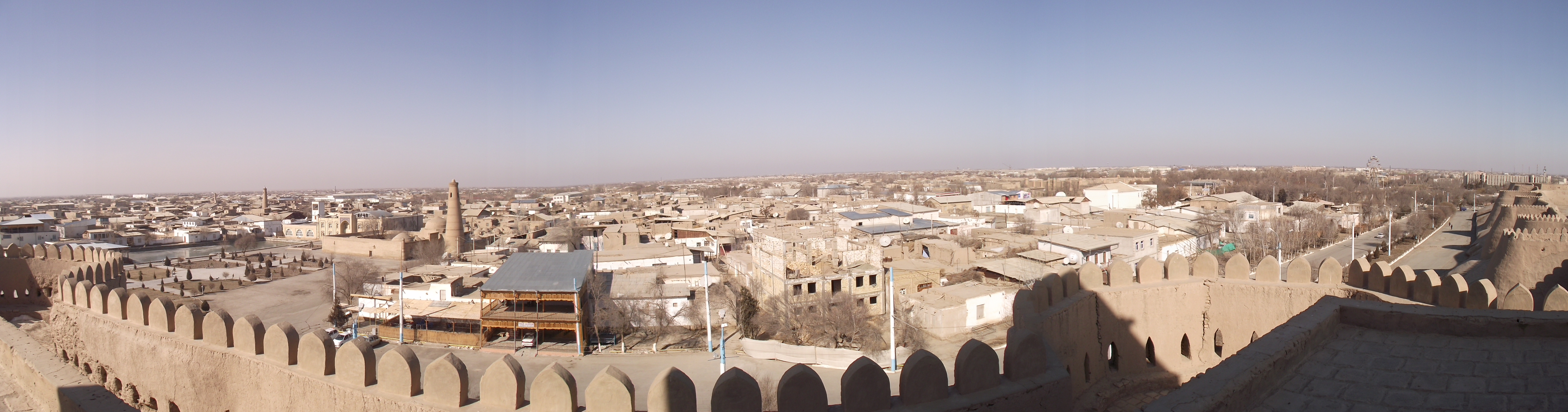

W mieście znajduje się wiele przykładów architektury muzułmańskiej, charakterystycznej dla regionu Azji Środkowej, o dużej wartości architektonicznej i kulturowej. W Chiwie można zobaczyć 8 meczetów, 14 minaretów, 31 medres, 12 mauzoleów i 6 pałaców królewskich.
Stare miasto Chiwy znane jest pod nazwą Iczan Kala, dla odróżnienia od Diszan Kala, nowego miasta powstałego w XX wieku wokół murów wewnętrznej części Chiwy. Iczan Kala w Chiwie było pierwszym miejscem w Uzbekistanie, które zostało wpisane na Listę Światowego Dziedzictwa w 1991 roku. Do najważniejszych zabytków miasta należą: XVII-wieczne mury obronne, cytadela Kunja Ark (XVII-XIX w.), mauzoleum Pahlawona Mahmuda, meczet Dżuma (XVIII w.), medresy z minaretami: Allakuli-chan, Amin-chan, pałac chana Tasz Chauli (1830–1838).

Minaret Islam-Khoja wyróżnia się ponad inne budynki w mieście. Ma 45 metrów wysokości, jest koloru niebiesko-białego, a także jest punktem orientacyjnym dla mieszkańców. Innymi ciekawym architektonicznie minaretem jest Kalta Minor, jednak jego budowę zatrzymano na 26 metrach wysokości. Największą medresą w mieście jest Amin-chan, przyozdobiony w ornamenty roślinne, arabeski. 

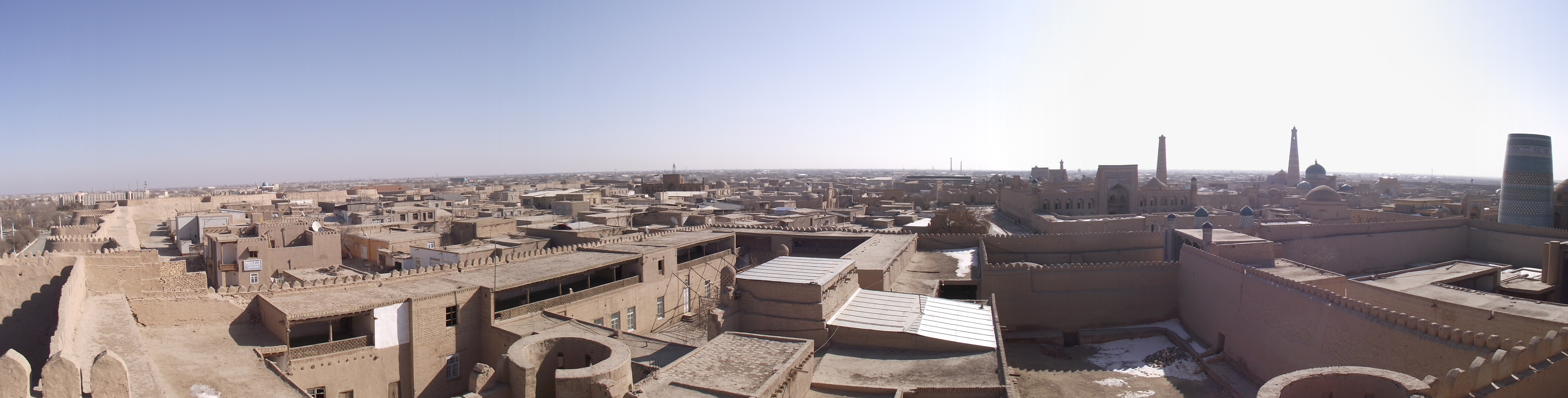